# Andrea St. Bernard
Andrea St. Bernard (* 2. Oktober 1979) ist eine ehemalige grenadische Taekwondoin. Sie startete in der Gewichtsklasse bis 67 Kilogramm.
St. Bernard wurde in Grenada geboren, zog mit ihren Eltern aber in früher Kindheit nach Toronto. Während ihres Studiums der Betriebswirtschaftslehre an der Duquesne University in Pittsburgh agierte sie als Volleyballerin. Zum Taekwondo kam St. Bernard erst im Jahr 2007. Ihre ersten internationalen Titelkämpfe bestritt sie bei der Panamerikameisterschaft 2008 in Caguas, wo sie in der Klasse bis 67 Kilogramm ins Halbfinale einziehen konnte und die Bronzemedaille gewann.
Ihren sportlich bislang größten Erfolg feierte St. Bernard beim panamerikanischen Olympiaqualifikationsturnier in Santiago de Querétaro, wo sie in der Klasse bis 67 Kilogramm den entscheidenden Kampf um den dritten Platz gewann und sich für die Olympischen Spiele 2012 in London qualifizierte. Sie war die erste grenadische Taekwondoin, die an Olympischen Spielen teilnahm. In London kam sie auf Platz sieben.